# Götene
Götene – miejscowość (tätort) w Szwecji, w regionie administracyjnym (län) Västra Götaland, w gminie Götene.
Według danych Szwedzkiego Urzędu Statystycznego liczba ludności wyniosła: 5027 (31 grudnia 2015), 5078 (31 grudnia 2018) i 5077 (31 grudnia 2019).